# تبادل المعلومات الصحية
تبادل المعلومات الصحية (HIE): هي عملية تعبئة معلومات الرعاية الصحية إلكترونياً عبر المنظمات داخل المنطقة أو المجتمع أو نظام المستشفى. حيث يُستَدعى المشاركون في تبادل البيانات في شبكات المعلومات الصحية الإجمالية.(HIN) من الناحية العملية، قد يشير مصطلح HIE أيضاً إلى منظمة المعلومات الصحية (HIO) التي تسهل التبادل.
وهي توفر أيضاً القدرة على نقل المعلومات السريرية إلكترونياً بين أنظمة معلومات الرعاية الصحية المختلفة. الهدف من HIE هو تسهيل الوصول إلى البيانات السريرية واستعادتها لتوفير رعاية أكثر أماناً وفي الوقت المناسب وكفاءة وفعالية منصفة تركز على المريض، والتي قد تكون مفيدة أيضاً لسلطات الصحة العامة في تحليلات صحة السكان.
تسهل أنظمة HIE جهود الأطباء والمُعالجين لتلبية المعايير العالية لرعاية المرضى من خلال المشاركة الإلكترونية في استمرارية رعاية المريض مع العديد من مقدمي الخدمات. تشمل مزايا مقدم الرعاية الصحية الثانوية انخفاض النفقات المرتبطة بما يلي:
- الطباعة اليدوية والمسح الضوئي والفاكس للمستندات، بما في ذلك تكاليف الورق والحبر، وكذلك صيانة الآلات المكتبية المرتبطة.
- الإرسال المادي لمخططات وسجلات المريض بالبريد، والاتصال الهاتفي للتحقق من تسليم الاتصالات التقليدية والإحالات ونتائج الاختبارات.
- الوقت والجهد المبذولين في استعادة معلومات المريض المفقودة، بما في ذلك أي اختبارات مكررة مطلوبة لاستعادة هذه المعلومات.

وفقاً لدراسة داخلية في <مركز سوشو لتبادل المعلومات الصحية الحالي>،  تقدر طريقة تبادل حسابات المعلومات الصحية للمرضى بحوالي 17,160 دولاراً أمريكياً من النفقات سنوياً لممارسة طبيب واحد.
المنظمات الرسمية هي الآن الناشئة لتوفير كل من الشكل والوظيفة لجهود تبادل المعلومات الصحية، على المستويين المستقل والحكومي أو الإقليمي. هذه المنظمات، في كثير من الحالات، يتم تمكينها ودعمها مالياً من خلال منح تبادل المعلومات الصحية على مستوى الولاية من مكتب المنسق الوطني لتكنولوجيا المعلومات الصحية.
شُرِعت هذه المنح في مكونات HITECH من قانون الإنعاش وإعادة الاستثمار الأمريكي لعام. 2009    تُسمى المنظمات الأخيرة (غالبًا منظمات المعلومات الصحية الإقليمية، أو (RHIOs  وهي عادة كيانات محددة جغرافياً تطور وتدير مجموعة من الاتفاقيات والشروط التعاقدية، وترتب وسائل التبادل الإلكتروني للمعلومات، وتطور معايير HIE وتحافظ عليها.

## تخزين وجمع المعلومات

### نماذج معمارية البيانات
هناك نموذجان رئيسيان لهندسة البيانات الخاصة بتبادل المعلومات الصحية. أحدهما نموذج فدرالي أو لامركزي، والثاني نموذج مركزي. يوجد أيضاً نموذج هجين يحتوي على عناصر من كليهما. يوجد في HIE المركزي قاعدة بيانات مركزية (أو رئيسية) تحتوي على نسخة كاملة من جميع سجلات كل مريض الموجودة في.HIE أما في HIE المتحد فلا توجد قاعدة بيانات رئيسية.
في النموذج الفيدرالي، يكون كل مقدم رعاية صحية مسؤولاً عن الاحتفاظ بسجلات مرضاهم الفرديين. في هذا النموذج، تتمثل الوظيفة الرئيسية لـ HIE في تسهيل تبادل سجلات المرضى بين مقدمي الخدمة حسب الحاجة.
على سبيل المثال، إذا طلب طبيب في HIE الفيدرالية سجلات المريض Y، يُرسل استعلام إلى كل خادم في النظام يطلب إعادة أي سجلات لديهم تتعلق المريض Y يمكن لكل HIE متحد أن يحقق ذلك بطريقة مختلفة قليلاً، ولكن التمييز البارز هو أنه في النموذج الموحد لا توجد قاعدة بيانات مركزية يتم تخزين سجل طبي شامل جُمِعَ مُسبقاً ويمكن تنزيله.
باختصار، في HIE الفيدرالي، يجري تبادل السجلات إلكترونياً بين مقدمي الخدمة عندما يحتاجون إليها. في نموذج مركزي، وتُحَمل جميع معلومات المريض إلى قاعدة بيانات واحدة يمكن لأي مزود في HIE من خلالها تنزيل السجل الطبي الكامل للمريض.

## موافقة المريض
يجب أن تعمل التبادلات في الولايات المتحدة بموافقة المريض للامتثال ليس فقط لقانون التأمين الصحي لقابلية النقل والمساءلة (HIPAA)، ولكن أيضاً لمجموعة متنوعة من القوانين واللوائح الفيدرالية والخاصة بالولاية. تم توضيح ذلك من قبل مكتب الحقوق المدنية في يناير 2013 التحديث النهائي الشامل القاعدة لقانون.
هناك طريقتان للحصول على موافقة المريض. الأولى هو الموافقة الصريحة وتسمى الاشتراك. باستخدام هذه الطريقة، لا يتم تسجيل المريض تلقائياً في HIE  إفتراضياً ويجب عموماً تقديم طلب كتابي للانضمام إلى التبادل.
الطريقة الأخرى، هي موافقة المريض الضمنية وتسمى الانسحاب. في هذه الطريقة، يُعطي المرضى موافقة ضمنية للانضمام إلى HIE عندما يوافقون على استخدام خدمات مقدم الرعاية الصحية الذي يقدم البيانات إلى HIE ويوقع على إشعار ممارسات الخصوصية الخاص بالمزود. في هذا النموذج يمكن للمرضى أن يطلبوا الانسحاب من  HIE، بشكل عام مع نموذج مكتوب.